# Перша битва за Ель-Аламейн
Перша битва за Ель-Аламейн (англ. First Battle of El Alamein) — битва Північнофриканської кампанії Другої світової війни, що відбулася в Єгипті між військами Осі (німецькими та італійськими) у складі танкової армії «Африка», до якої входив корпус «Африка» під командуванням фельдмаршала Ервіна Роммеля, та військами союзників (Британської імперії та Британської Співдружності) у складі 8-ої британської армії під командуванням генерала Клода Онінлека, що мала в своєму складі британські, австралійські, новозеландські, індійські та південно-африканські підрозділи. Битва тривала з 1 по 27 липня 1942.
Британці запобігли просуванню військ Осі вглиб Єгипту. Позиції Осі біля Ель-Аламейна, всього за 106 км (66 миль) від Александрії, знаходилися в небезпечній близькості до портів і міст Єгипту, базових об'єктів військ Співдружності і Суецького каналу. Однак сили Осі були занадто далеко від своєї бази в Триполі в Лівії, щоб мати змогу залишатися в Ель-Аламейні протягом довгого часу, що змусило обидві сторони накопичувати запаси для нових наступальних операцій, незважаючи на обмеження часу і відстані.
Ця битва і Друга битва за Ель-Аламейн три місяці потому залишаються важливими для багатьох країн, які брали в ній участь. Для Нової Зеландії це пов'язано зі значним внеском країни в оборону Ель-Аламейну, особливо з важливою роллю, яку відіграв батальйон маорі. Члени цього батальйону, такі як командир Фредерік Бейкер, Джеймс Хенаре і Еруера Те Віті о Ронгомай Лав, були названі героями війни. Останній загинув під час бою.

## Передумови

### Відступ з Газали

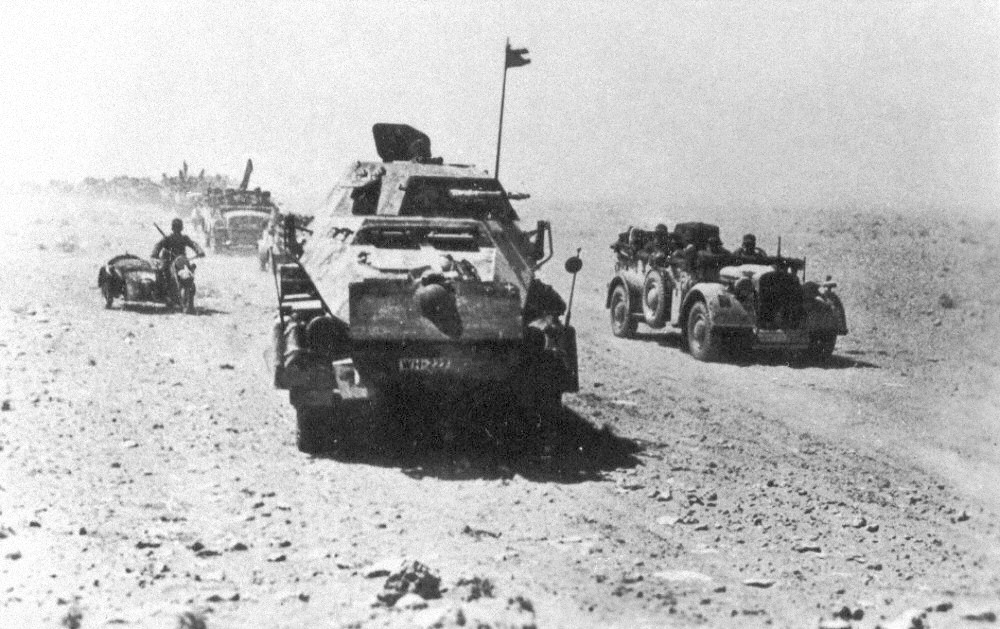
Мисливці за танками Африканського корпусу з бронемашиною Sd.Kfz. 232 попереду.

Після поразки в битві за Газалу в Східній Лівії в червні 1942 року британська 8-ма армія під командуванням генерал-лейтенанта Ніла Річі відступила на схід від лінії Газали в північно-західний Єгипет аж до Мерса-Матрух, приблизно на 160 км (99 миль) вглиб кордону. Річі вирішив не тримати оборону на єгипетському кордоні, оскільки оборонний план передбачав утримання піхотою захищених населених пунктів і потужного бронетанкового угруповання позаду них для відбиття будь-яких спроб проникнути або обійти стаціонарну оборону. Оскільки у генерала Річі практично не залишилося придатних до бою бронетанкових підрозділів, піхотні позиції були б розгромлені вщент. План оборони Мерси також передбачав бронетанковий резерв, але за його відсутності Річі вважав, що зможе організувати свою піхоту для прикриття мінних полів між населеними пунктами, що оборонялися, щоб запобігти безперешкодному доступу інженерів Осі.
Для захисту лінії Матрух Річі розмістив 10-ту індійську піхотну дивізію (в самому Матрух) і 50-ту (Нортумбрійську) піхотну дивізію (приблизно за 24 км (15 миль) вниз по узбережжю в Геравлі) при штабі X армійського корпусу, щойно прибулого з Сирії. В глибині країни від X корпусу знаходився XIII армійський корпус з 5-ю індійською піхотною дивізією (з однією піхотною бригадою, 29-м індійським і двома артилерійськими полками) в районі Сіді Хамза, приблизно за 32 км (20 миль) вглиб країни, і новоприбулою 2-ю новозеландською дивізією (не вистачало однієї бригади), 6-та бригада, яку залишили поза боєм на випадок, якщо дивізію захоплять і вона стане ядром нової дивізії) біля Мінкар-Каїм (на уступі за 48 км (30 миль) вглиб країни) і 1-ша бронетанкова дивізія у відкритій пустелі на південь від неї. До складу 1-ї бронетанкової дивізії увійшли 4-та і 22-га танкові бригади 7-ї танкової дивізії, яка на той час мала лише три танкові полки (батальйони).

Територія Північноафриканської кампанії 1941—1942 рр. (Натисніть, щоб збільшити).

25 червня генерал Клод Окінлек — головнокомандувач Середньосхідного командування — звільнив Річі і сам взяв на себе безпосереднє командування Восьмою армією. Він вирішив не чекати на вирішальне протистояння на позиції Мерса Матрух. Він дійшов висновку, що після поразки під Газалою, він не зможе перешкодити Роммелю прорвати його центр або охопити його відкритий лівий фланг на південь, як це було під Газалою. Замість цього він вирішив застосувати тактику зволікання і відступити ще на 160 км (99 миль) на схід, на більш захищену позицію біля Ель-Аламейна на узбережжі Середземного моря. Лише за 64 км (40 миль) на південь від Ель-Аламейна круті схили улоговини Каттара унеможливлювали рух бронетехніки Осі по південному флангу його оборони і обмежували ширину фронту, який він мав захищати.

### Битва при Мерса-Матрух

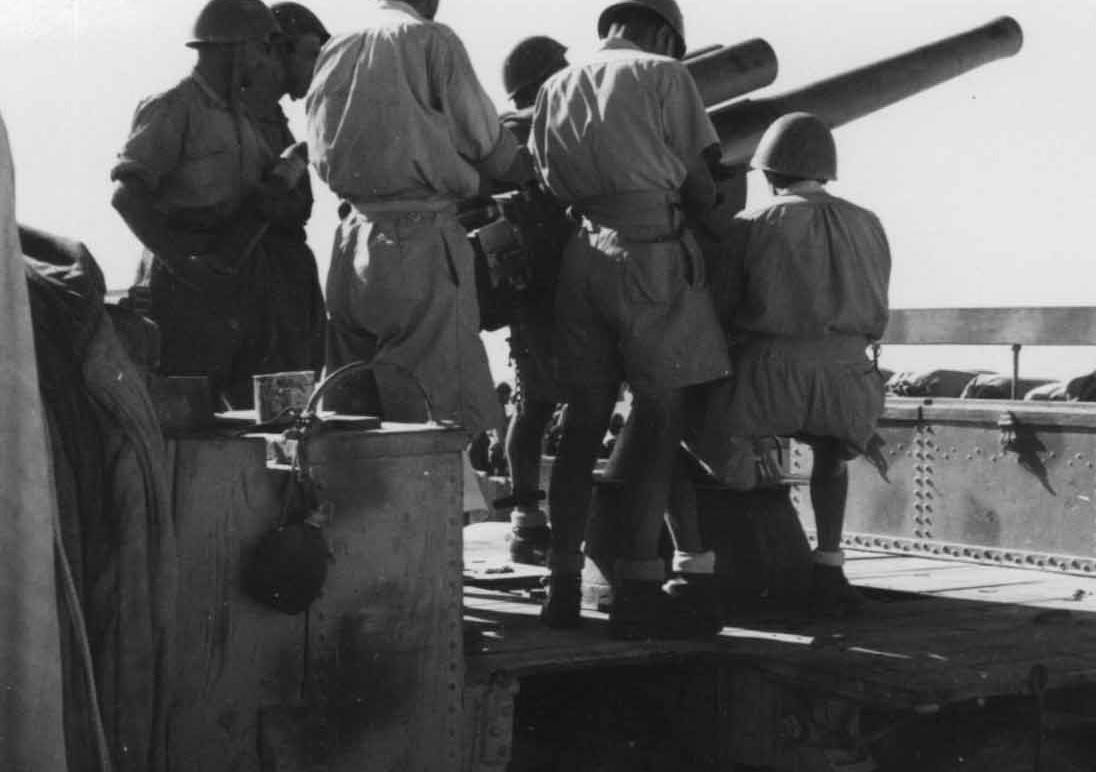
Італійська зенітна батарея на Марса-Матрух влітку 1942 року

Під час підготовки позицій в Аламейні, Окінлек вів активні затримуючі дії, спочатку в Мерса-Матрух 26-27 червня, а потім у Фуці 28 червня. Пізня зміна наказів призвела до певної плутанини в передових з'єднаннях (X корпус і XIII корпус) з вибором між бажанням завдати шкоди противнику і наміром не потрапити в пастку на позиції Матрух, а відступити в належному порядку. Результатом стала погана координація між двома передовими корпусами та їхніми частинами. Пізно ввечері 26 червня німецькі 90-та легка і 21-ша танкова дивізії змогли пробитися через мінні поля в центрі фронту. Рано вранці 27 червня, відновивши наступ, 90-та легка дивізія була перевірена артилерією британської 50-ї дивізії. Тим часом 15-та і 21-ша танкові дивізії просувалися вище на схід. 15-та танкова дивізія була заблокована 4-ю танковою та 7-ю автомобільною бригадами, але 21-ша танкова дивізія отримала наказ наступати на Мінкар-Каїм. Роммель наказав 90-й легкій дивізії відновити наступ, вимагаючи, щоб до вечора вона перерізала берегову дорогу позаду 50-ї дивізії. Коли 21-а танкова рухалася на Мінкар-Каїм, 2-а новозеландська дивізія опинилася в оточенні, але в ніч з 27 на 28 червня прорвалася без серйозних втрат і відійшла на схід.

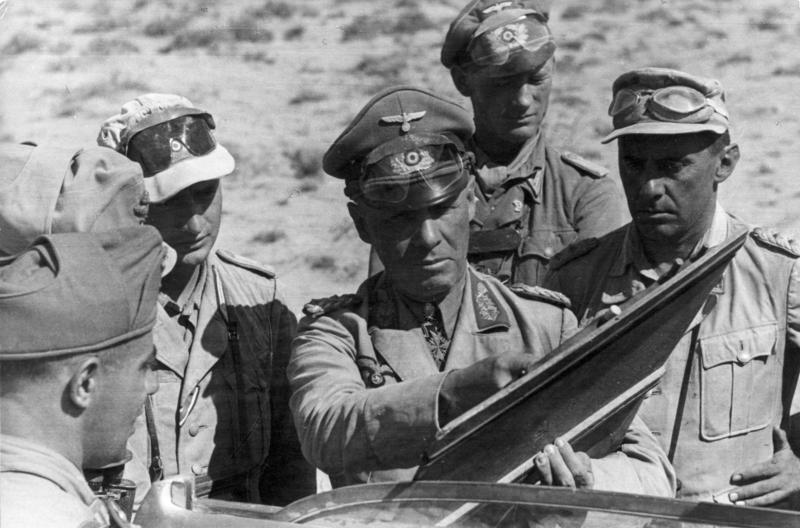
Роммель у Північній Африці (червень 1942 року).

Окінлек запланував другу позицію для затримки в Фуці, приблизно в 30 милях (48 км) на схід від Матруха, і о 21:20 віддав наказ про відхід до Фуки. Плутанина в комунікації призвела до того, що дивізія негайно відійшла на позицію Ель-Аламейн. Х корпус, здійснивши невдалу спробу закріпитися на уступі, не мав зв'язку з Восьмою армією з 19:30 до 04:30 наступного ранку. Лише тоді вони дізналися, що наказ про відступ був відданий. Відхід XIII корпусу залишив південний фланг X корпусу на узбережжі біля Матру беззахисним, а їхню лінію відступу скомпрометувало перерізання прибережної дороги в 17 милях (27 км) на схід від Матру. Їм було наказано прориватися на південь в пустелю, а потім пробиватися на схід. Окінлек наказав XIII корпусу надати підтримку, але вони були не в змозі це зробити. О 21:00 28 червня Х корпус, організований у бригадні групи, вирушив на південь. У темряві виникла значна плутанина, оскільки вони натрапили на ворожі підрозділи, що зупинилися на нічліг. В результаті 5-а індійська дивізія, зокрема, зазнала важких втрат, включаючи знищення 29-ї індійської піхотної бригади під Фукою. Війська Осі захопили понад 6 000 полонених, а також 40 танків і величезну кількість припасів.

## Прелюдія

### Оборонні споруди в Ель-Аламейні

Зона бойових дій у Західній пустелі, липень 1942 року.

Сам Аламейн був незначною залізничною станцією на узбережжі. Приблизно за 10 миль (16 км) на південь лежав хребет Рувейсат, невисокий кам'янистий виступ, з якого відкривався чудовий вигляд навколишньої пустелі на багато миль; за 20 миль (32 км) на південь знаходилась улоговина Каттара. Лінія, яку британці обрали для оборони, пролягала між морем і западиною, а це означало, що Роммель міг обійти її з флангу, лише зробивши значний крюк на південь і перетнувши пустелю Сахару. Британська армія в Єгипті усвідомила це ще до війни і наказала 8-ій армії розпочати будівництво кількох «коробок» (місцевостей з бліндажами, оточених мінними полями і колючим дротом), найбільш розвиненою з яких була місцевістьт навколо залізничної станції в Аламейні. Більша частина «лінії» була відкритою, порожньою пустелею. Генерал-лейтенант Вільям Норрі (генерал-офіцер, який командував XXX корпусом) організував позицію і почав будувати три захисні «коробки». Перша і найміцніша, в Ель-Аламейні на узбережжі, була частково обнесена дротами і замінована 1-ю південноафриканською дивізією. Укріпрайон Баб-ель-Каттара — за 20 миль (32 км) від узбережжя і за 8 миль (13 км) на південний захід від хребта Рувейсат — був виритий, але не обладнаний дротами і не замінований, а в укріпрайоні Нак-Абу-Двейс (на краю улоговини Каттара), за 34 милі (55 км) від узбережжя, було виконано дуже мало робіт.
Становище британців в Єгипті було відчайдушним, розгром в Мерса-Матрух викликав паніку в британському штабі в Каїрі, яку пізніше прозвали «флеп» (з англ. «Flap» — «паніка») . У день, який згодом назвали «Попелястою середою», в британському штабі, частинах тилового ешелону і британському посольстві поспіхом спалювали папери в очікуванні падіння міста. Хоча Окінлек вірив, що зможе зупинити Роммеля в Аламейні, він не міг ігнорувати можливість того, що його знову можуть перехитрити або перемогти. Щоб зберегти свою армію, необхідно було розробити плани на випадок подальшого відступу, зберігаючи при цьому бойовий дух і заручившись підтримкою та співпрацею з єгиптянами. Оборонні позиції були побудовані на захід від Александрії і на підступах до Каїру, в той час як значні території в дельті Нілу були затоплені. Країни Осі також вважали, що захоплення Єгипту неминуче; італійський лідер Беніто Муссоліні, передчуваючи історичний момент, вилетів до Лівії, щоб підготуватися до свого тріумфального в'їзду в Каїр.

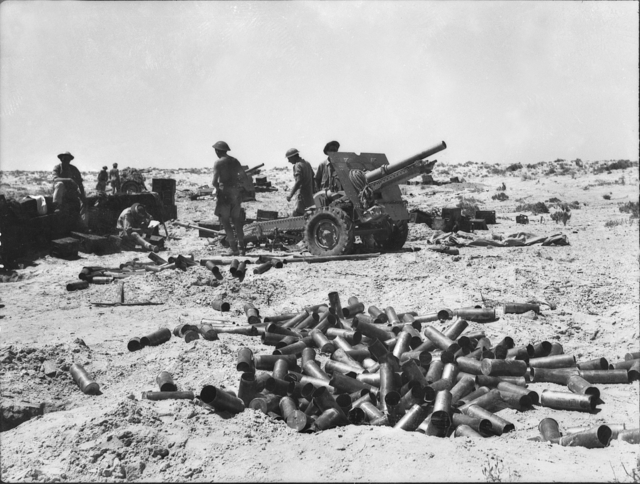
25 гармат 2/8-го польового полку Королівської австралійської артилерії в Ель-Аламейні, 12 липня 1942 року.

Розпорошеність X корпусу в Мерса-Матрух зірвала план Окінлека щодо захоплення оборонних споруд в Аламейні. 29 червня він наказав XXX корпусу — 1-й південноафриканській, 5-й і 10-й індійським дивізіям — зайняти прибережний сектор праворуч від фронту, а XIII корпусу — 2-й новозеландській дивізії і 4-й індійській дивізії — ліворуч. Залишки 1-ї танкової дивізії і 7-ї танкової дивізії мали бути утримані як мобільний армійський резерв. За задумом Роммеля, стаціонарні оборонні позиції повинні були стримувати і дезорганізовувати наступ противника, в той час як мобільні частини атакували б його фланги і тил.
30 червня танкова армія Роммеля підійшла до позиції Аламейн. Сили Осі були виснажені і слабкі. Роммель безжально гнав їх вперед, будучи впевненим, що за умови швидкого удару до того, як 8-а армія встигне розташуватися, його імпульс дозволить йому пройти позицію Аламейн, а потім він зможе просунутися до Нілу з подальшим слабким опором. Постачання залишалося проблемою, оскільки штаб Осі спочатку розраховував на паузу в шість тижнів після захоплення Тобрука. Німецькі військово-повітряні підрозділи також були виснажені і мало допомагали проти тотальної атаки на лінії постачання Осі, яка з прибуттям важких бомбардувальників ВПС США (USAAF) могла дійти аж до Бенгазі. Хоча захоплені припаси виявилися корисними, води і боєприпасів постійно не вистачало, а нестача транспорту перешкоджала розподілу тих запасів, які сили Осі все ж таки мали.

### План наступу Осі
План Роммеля полягав у тому, що 90-та легка дивізія, 15-та і 21-ша танкові дивізії корпусу «Африка» повинні були проникнути на позиції 8-ї армії між Аламейном і Дейр-ель-Аб'ядом (який, як він вважав, був під захистом). Потім 90-та легка дивізія мала повернути на північ, щоб перерізати прибережну дорогу і заманити в пастку захисників Аламейнської «коробки» (яку, на думку Роммеля, займали залишки 50-ї піхотної дивізії), а корпус «Африка» мав повернути праворуч, щоб атакувати тили XIII корпусу.

## Битва
Італійська дивізія повинна була атакувати Аламейн із заходу, а інша — слідом за 90-ю легкою дивізією. Італійський XX корпус мав слідувати за корпусом «Африка» і просунутися до Каттарського виступу, в той час як 133-тя танкова дивізія «Літторіо» і німецькі розвідувальні підрозділи мали захищати правий фланг. Роммель планував атаку на 30 червня, але труднощі з постачанням і транспортом призвели до одноденної затримки, життєво важливої для реорганізації сил, що оборонялися на лінії Аламейн. 30 червня 90-та легка дивізія все ще була за 15 миль (24 км) від лінії свого відходу, 21-ша танкова дивізія була знерухомлена через брак пального, а обіцяна повітряна підтримка ще не перебазувалася на передові аеродроми.

### Атака танкової армії «Африка»

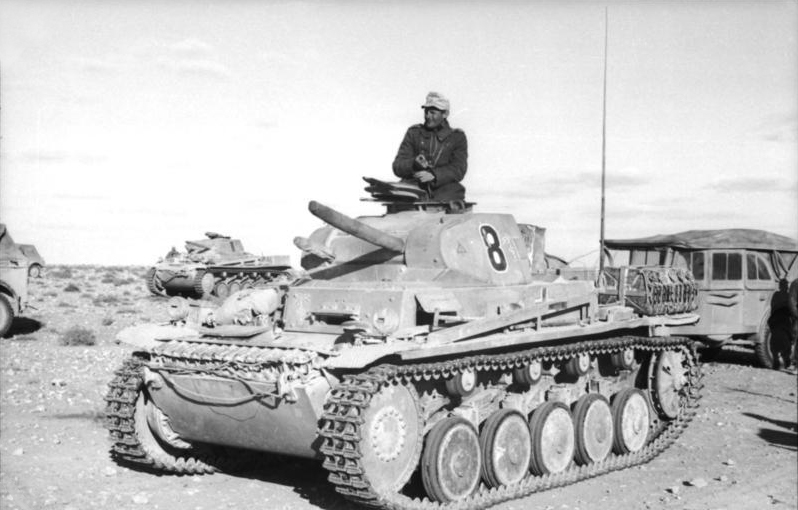
Panzer II Африканського корпусу.

О 03:00 1 липня 90-та легка піхотна дивізія просунулася на схід, але зайшла занадто далеко на північ, натрапила на оборону 1-ї Південноафриканської дивізії і була затиснута. 15-та і 21-ша танкові дивізії корпусу «Африка» були затримані пиловою бурею, а опісля масованою повітряною атакою. Коли вони обійшли Дейр-ель-Аб'яд з тилу, то побачили, що місцевість на схід від нього зайнята 18-ю індійською піхотною бригадою, яка після поспішного переходу з Іраку зайняла вразливу позицію на захід від хребта Рувейсат і на схід від Дейр-ель-Аб'яда в Дейр-ель-Шейні пізно ввечері 28 червня, щоб створити один з додаткових оборонних плацдармів.
Близько 10:00 1 липня 21-а танкова дивізія атакувала Дейр-ель-Шейн. 18-та індійська піхотна бригада за підтримки 23 25-фунтових гаубиць, 16 нових 57-мм протитанкових гармат QF 6-pounder і дев'яти танків Matilda II протрималася цілий день у відчайдушних боях, але до вечора німцям вдалося їх перемогти. Виграний час дозволив Окінлеку організувати оборону західного кінця хребта Рувайзат. 1-ша бронетанкова дивізія була відправлена на висадку в Дейр-ель-Шейні. На південь від Дейр-ель-Шейна вони зіткнулися з 15-ю танковою дивізією і відтіснили її на захід. Наприкінці дня боїв у корпусі «Африка» залишилось 37 танків з початкового складу в 55 одиниць.
У другій половині дня 90-й легкий полк вирвався з оборони Ель-Аламейну і відновив свій рух на схід. Він потрапив під артилерійський вогонь трьох південноафриканських бригад і був змушений окопатися.
2 липня Роммель наказав відновити наступ. І знову 90-й дивізії не вдалося досягти успіху, тому Роммель наказав корпусу «Африка» відмовитися від запланованого прориву на південь і замість цього приєднатися до зусиль з прориву до прибережної дороги, атакуючи на схід у напрямку хребта Рувейсат. Британська оборона хребта Рувейсат спиралася на імпровізоване з'єднання під назвою «Робкол», що складалося з полку польової артилерії і легкої зенітної артилерії та роти піхоти. Робкол — відповідно до звичайної практики Британської армії щодо спеціальних формувань — був названий на честь свого командира, бригадного генерала Роберта Воллера, командувача королівської артилерії 10-ї індійської піхотної дивізії. Робкол зміг виграти час, і до вечора в бій вступили дві британські бронетанкові бригади. 4-а бронетанкова бригада боролася з 15-ю танковою, а 22-а бронетанкова бригада — з 21-ю танковою відповідно. Вони відбили численні атаки бронетехніки Осі, яка відступила перед сутінками. Британці укріпили Рувейсат в ніч на 2 липня. Тепер розширений «Робкол» став «Волгруп». Тим часом Королівські військово-повітряні сили (RAF) завдали масованих повітряних ударів по частинах Осі.
Наступного дня, 3 липня, Роммель наказав корпусу «Африка» відновити наступ на хребет Рувейзат з італійським ХХ моторизованим корпусом на південному фланзі. Італійський X корпус тим часом мав утримувати Ель-Мрейр. На цьому етапі корпус «Африка» мав лише 26 справних танків. Вранці на південь від хребта Рувейсат відбувся гострий бронебійний бій, після чого розпочався основний наступ Осі. 3 липня RAF здійснили 780 бойових вильотів.
Щоб послабити тиск праворуч і в центрі лінії Восьмої армії, XIII корпус зліва наступав з Каттарської дуги (відомої новозеландцям як дуга Капонга). План полягав у тому, що 2-га новозеландська дивізія — із залишками індійської 5-ї дивізії і 7-ї мотобригади під її командуванням — поверне на північ, щоб загрожувати флангу і тилу Осі. Ці сили зіткнулися з артилерією 132-ї бронетанкової дивізії «Арієте», яка рухалася на південному фланзі дивізії під час її наступу на Рувейсат. Італійський командир наказав своїм батальйонам пробиватися самостійно, але «Арієте» втратила 531 людину (близько 350 були полоненими), 36 гармат, шість танків і 55 вантажівок. До кінця дня дивізія Арієте мала лише п'ять танків. День знову закінчився тим, що корпус «Африка» і дивізія «Арієте» поступилися чисельно переважаючим британським 22-й танковій і 4-й танковій бригадам, що зірвало плани Роммеля відновити свій наступ. Королівські ВПС знову зіграли свою роль, здійснивши 900 вильотів протягом дня.
На півдні 5 липня новозеландська група відновила наступ на північ в напрямку Ель-Мрейр, маючи намір перерізати тил дивізії «Арієте». Однак сильний вогонь італійської 27-ї піхотної дивізії «Брешіа» під Ель-Мрейром, за 5 миль (8,0 км) на північ від Каттари, зупинив їхній прогрес і змусив XIII корпус припинити наступ.

### Дивізії Роммеля окопуються

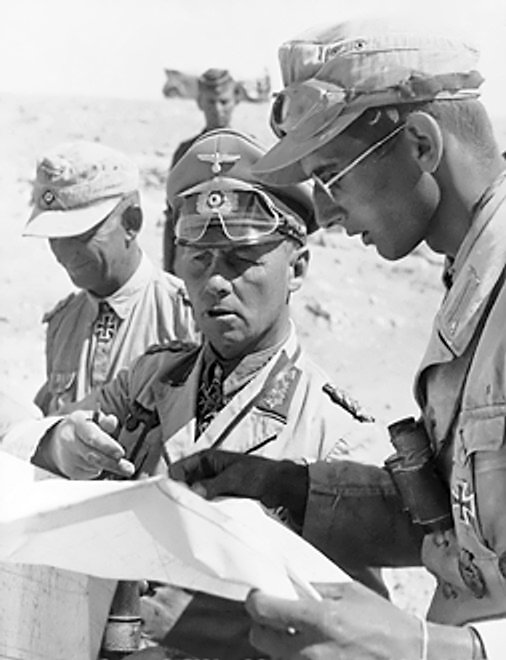
Фельдмаршал Ервін Роммель зі своїми помічниками під час кампанії в пустелі, 1942 рік.

На цьому етапі Роммель вирішив, що його виснажені війська не зможуть просунутися далі без відпочинку і перегрупування. Він доповів німецькому верховному командуванню, що три його німецькі дивізії налічували лише 1 200-1 500 осіб кожна, а поповнення запасів було вкрай проблематичним через вороже втручання з повітря. Він очікував, що доведеться залишатися в обороні щонайменше два тижні.
На той час Роммель вже страждав від надмірної довжини ліній постачання. ВПС союзників у пустелі (DAF) зосередилися на його крихких і довгих шляхах постачання, а британські мобільні колони, що рухалися на захід і наносили удари з півдня, спричиняли хаос в тилових ешелонах Осі. Роммель міг дозволити собі ці втрати ще менше, оскільки поставки з Італії значно скоротилися (у червні він отримав 4 500 тонн поставок порівняно з 31 000 тонною у травні і 400 автомобілів (порівняно з 2 000 у травні). Тим часом 8-а армія реорганізовувалася і відновлювалася, користуючись перевагами своїх коротких ліній зв'язку. До 4 липня австралійська 9-та дивізія вийшла на лінію фронту на півночі, а 9 липня повернулася індійська 5-та піхотна бригада, яка зайняла позицію Рувейсат. В той же час свіжа індійська 161-а піхотна бригада посилила виснажену індійську 5-у піхотну дивізію.

### Тель-ель-Ейса
8 липня Окінлек наказав новому командиру XXX корпусу генерал-лейтенанту Вільяму Рамсдену захопити невисокі хребти Тель-ель-Ейса і Тель-ель-Маххад, а потім просунути мобільні бойові групи на південь до Дейр-ель-Шейна, а рейдові загони — на захід до аеродромів в Ель-Дабі. Тим часом XIII корпус не дасть Осі перекинути війська на північ для посилення прибережного сектору. Рамсден поставив завдання австралійській 9-й дивізії з 44-м королівським танковим полком досягти Тель-ель-Ейса, а південноафриканській 1-й дивізії з вісьмома допоміжними танками — Тель-ель-Мах-Хада. Рейдові групи мала забезпечувати 1-ша танкова дивізія.

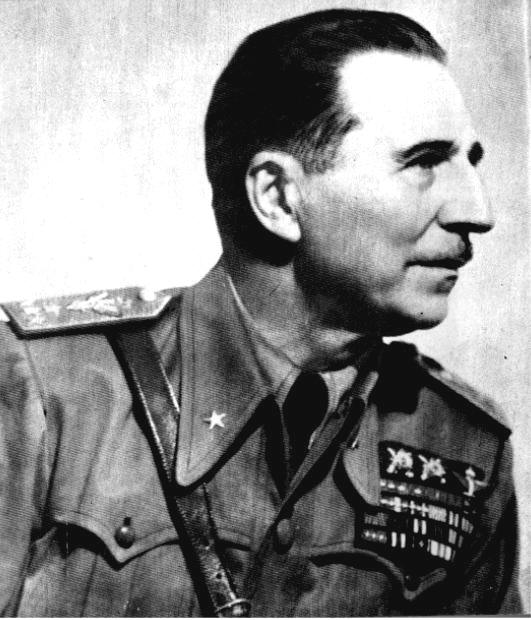
Маршал Етторе Бастіко, верховний головнокомандувач військ Осі в Північній Африці і начальник Роммеля.

Після бомбардування, яке розпочалося о 03:30 10 липня, австралійська 26-та бригада розпочала атаку на хребет на північ від станції Тель-ель-Ейса вздовж узбережжя. Обстріл був найпотужнішим за всю історію Північної Африки, що викликало паніку серед недосвідчених солдатів італійської 60-ї піхотної дивізії «Сабрата», які тільки-но зайняли нетривку оборону в цьому секторі. Австралійська атака захопила понад 1500 полонених, розгромила італійську дивізію і перехопила німецьку роту перехоплення сигналів 621. Тим часом південноафриканці до пізнього ранку зайняли Тель-ель-Мах-Хад і зайняли позиції для прикриття.
Частини німецької 164-ї легкої дивізії та італійської 101-ї моторизованої дивізії «Трієст» прибули, щоб залатати пролом в обороні Осі. Того дня вдень і ввечері танки німецької 15-ї танкової дивізії та італійської дивізії «Трієст» розпочали контратаки на австралійські позиції, які зазнали невдачі перед обличчям переважаючої артилерії союзників та австралійських протитанкових гармат.
На світанку 11 липня австралійський 2/24-й батальйон за підтримки танків 44-го Королівського танкового полку атакував західний кінець пагорба Тель-ель-Ейса. На початку дня пагорб був захоплений, а потім утримувався від серії контратак Осі протягом дня. Невелика колона бронетехніки, мотопіхоти і гармат вирушила в рейд на Дейр-ель-Аб'яд і змусила батальйон італійської піхоти здатися в полон. Його просування було перевірено на хребті Мітейрія, і він був змушений відступити того ж вечора до Ель-Аламейну. Протягом дня було захоплено понад 1 000 італійських полонених.
12 липня 21-а танкова дивізія розпочала контратаку, яка була відбита після 2,5-годинного бою, при цьому понад 600 німецьких вбитих і поранених залишилися розкиданими перед австралійськими позиціями. Наступного дня, 21 Танкова дивізія розпочала атаку на південноафриканські позиції в Ель-Аламейнській коробці. В Ель-Аламейнській коробці Королівська Дурбанська легка піхота (RDLI) зіткнулася з силою німецьких атак. У RDLI не було достатньої кількості протитанкових гармат, а німецька артилерія перерізала південноафриканські телефонні кабелі, перервавши їхню підтримку польовою артилерією. Атака була зупинена інтенсивним артилерійським вогнем з боку захисників. Хоча південноафриканці відбили німецьку атаку, до 16:10 німецькі танки і пікіруючі бомбардувальники просунулися до 300 метрів від південноафриканських позицій. 9-й австралійський польовий артилерійський полк 7-го британського середнього полку мав допомогти у відбитті німецької атаки. На світанку на допомогу південноафриканським військам був розгорнутий 79-й британський протитанковий полк, німецька атака йшла на спад. Втрати Південної Африки 13 липня склали дев'ять загиблих і 42 поранених. Хоча втрати південноафриканців були відносно невеликими, їхнє вміння протистояти німецьким атакам звело нанівець ці втрати. Якби Ель-Аламейн захопили війська Роммеля, наслідки для 8-ї армії були б катастрофічними: лінія Ель-Аламейн була б розірвана, австралійські війська були б відрізані від Восьмої армії і змушені були б до загального відступу в дельту Нілу. Роммель все ще був сповнений рішучості витіснити британські війська з північного виступу. Хоча австралійські захисники були відкинуті, 21-ша танкова дивізія зазнала важких втрат. Ще одна атака була здійснена 15 липня, але не мала успіху через запеклий опір. 16 липня австралійці за підтримки британських танків розпочали атаку, але були відкинуті німецькими контратаками, зазнавши при цьому майже п'ятдесятивідсоткових втрат.
Після семи днів запеклих боїв битва на півночі за висоту Тель-ель-Ейса пішла на спад. За оцінками австралійської 9-ї дивізії, в цій битві було вбито щонайменше 2 000 солдатів Осі і взято в полон понад 3 700 військовополонених. Однак, можливо, найважливішою особливістю битви було те, що австралійці захопили роту перехоплення сигналів 621, яка надавала Роммелю безцінні розвідувальні дані з британських радіостанцій.

### Перша битва на хребті Рувейсат

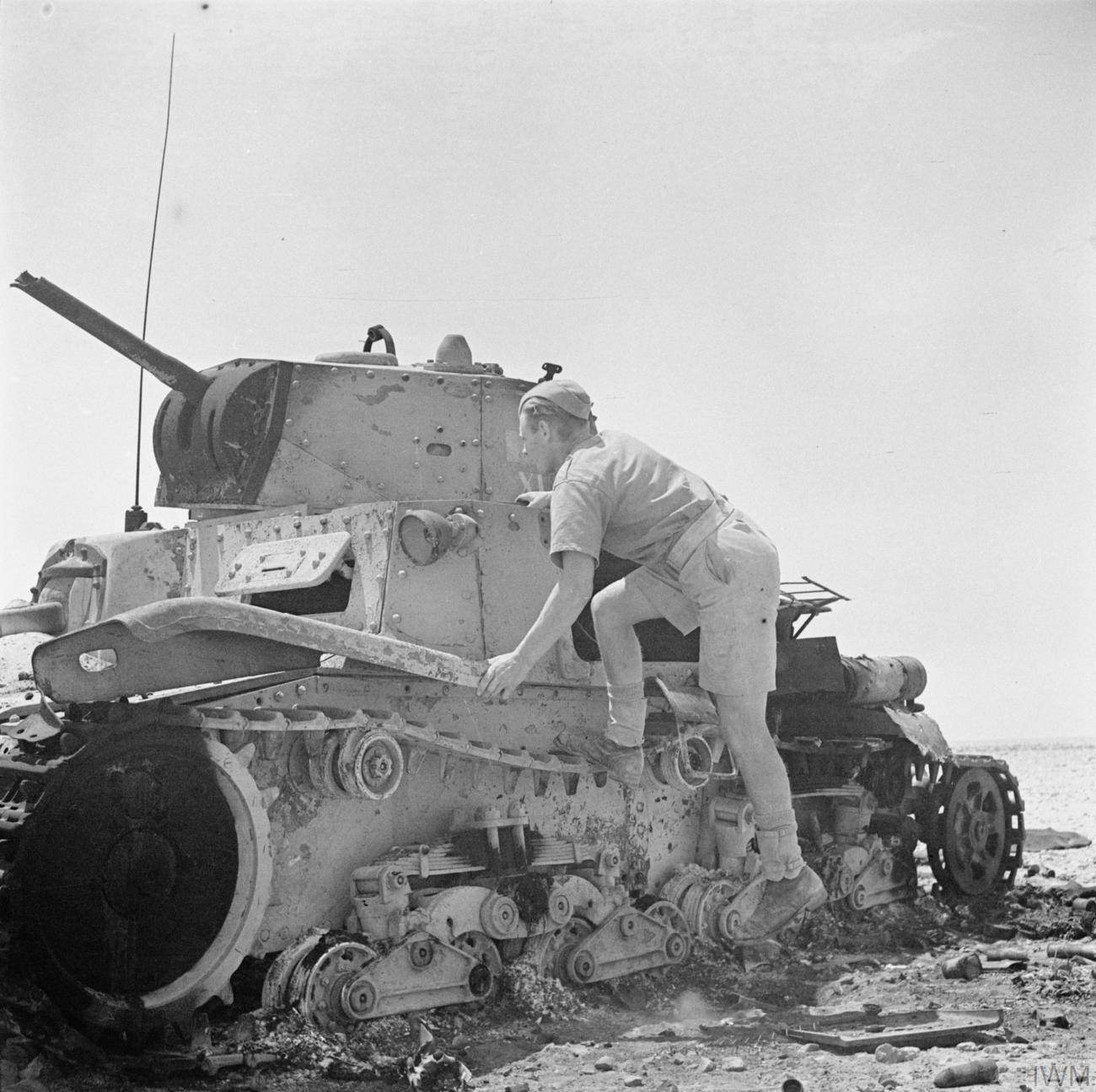
Солдат оглядає італійський танк M13/40, підбитий під Ель-Аламейном, 11 липня 1942 року

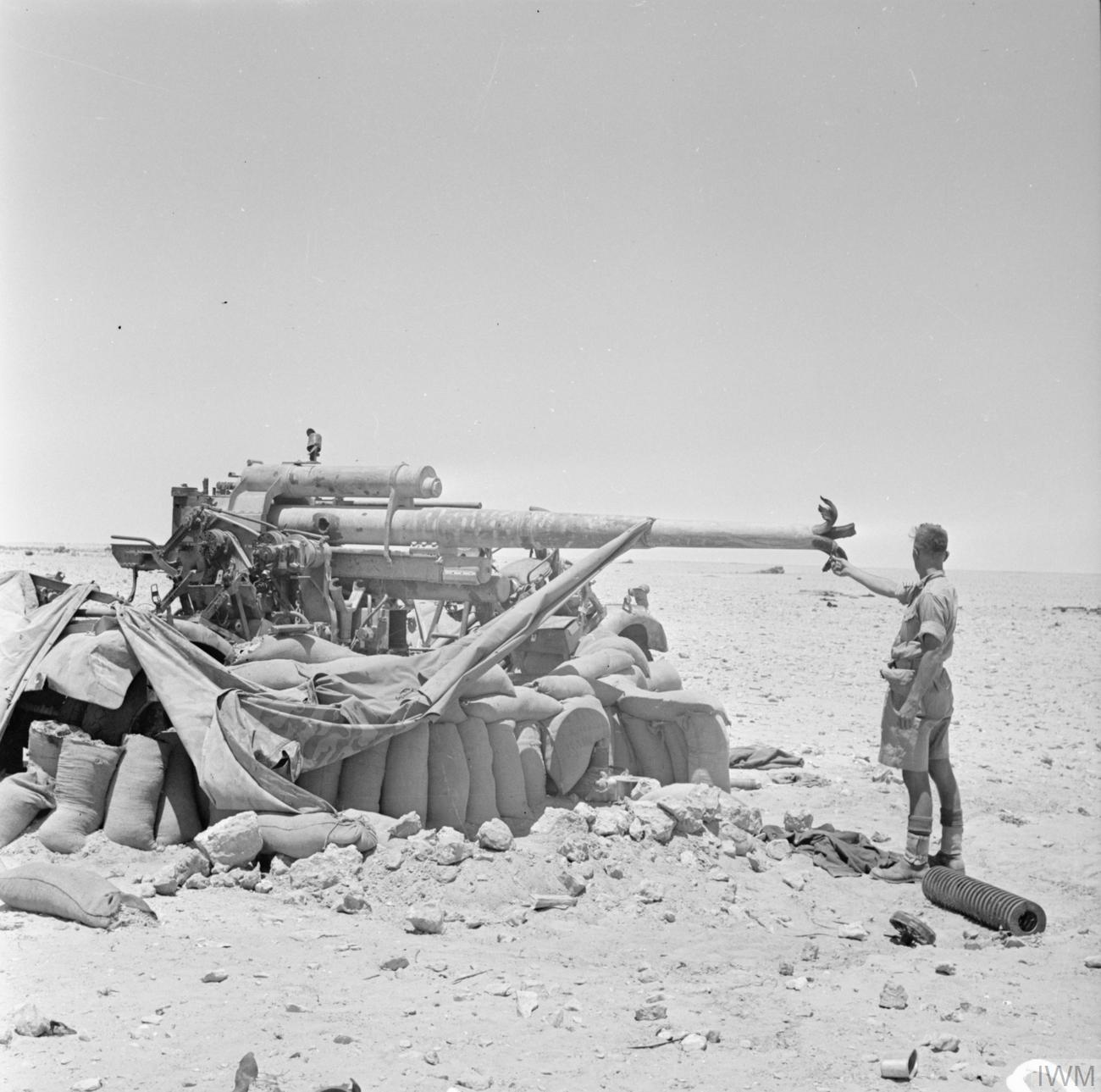
Німецька 88-мм протитанкова гармата, захоплена і знищена новозеландськими військами під Ель-Аламейном, 17 липня 1942 року.

Коли війська Осі окопалися, Окінлек — який під час боїв за Тель-ель-Ейсу відкинув кілька німецьких частин до прибережного сектору — розробив план під кодовою назвою «Операція Бекон», щоб атакувати італійську 17-ту піхотну дивізію «Павія» і дивізію «Брешія» в центрі фронту на хребті Рувейсат. Радіорозвідка надавала Окінлеку чіткі дані про порядок ведення бою і дислокацію військ Осі. Його політика полягала в тому, щоб «…вдарити по італійцях скрізь, де це можливо, зважаючи на їхній низький моральний дух і тому, що німці не можуть утримувати розширені фронти без них».
Планувалося, що 4-та новозеландська бригада і 5-та новозеландська бригада (праворуч від 4-ї бригади) атакують на північний захід, щоб захопити західну частину хребта, а праворуч від них індійська 5-та піхотна бригада захопить східну частину хребта в нічній атаці. Потім 2-га бронетанкова бригада пройде через центр піхотних цілей, щоб просунутися в напрямку Дейр-ель-Шейна і хребта Мітейра. Зліва 22-га танкова бригада буде готова висунутися вперед, щоб захистити піхоту, яка закріпилася на хребті.
Атака розпочалася о 23:00 14 липня. Дві новозеландські бригади незадовго до світанку 15 липня зайняли свої цілі, але мінні поля і осередки опору, що залишилися після просування передових військ, внесли дезорганізацію серед нападників, перешкоджаючи просуванню вперед резервів, артилерії і засобів підтримки. В результаті новозеландські бригади зайняли вразливі позиції на хребті без підтримки, за винятком кількох протитанкових гармат. Що ще важливіше, дві британські бронетанкові бригади не змогли просунутися вперед, щоб захистити піхоту. На світанку загін 8-го танкового полку 15-ї танкової дивізії розпочав контратаку проти 22-го батальйону 4-ї новозеландської бригади. В результаті гострої перестрілки були виведені з ладу протитанкові гармати, і піхота опинилася на відкритій місцевості, не маючи іншої альтернативи, окрім як здатися в полон. Близько 350 новозеландців потрапили в полон.
В той час як 2-га новозеландська дивізія атакувала західні схили хребта Рувейсат, індійська 5-та бригада досягла невеликих успіхів на хребті Рувейсат на сході. До 07:00 нарешті отримали звістку про 2-гу бронетанкову бригаду, яка почала просуватися на північний захід. Два полки застрягли на мінному полі, але третій зміг приєднатися до індійської 5-ї піхотної бригади, яка відновила свій наступ. За допомогою бронетехніки та артилерії індійці змогли взяти свої цілі до початку дня. Тим часом 22-га бронетанкова бригада була атакована в Алам-Наїлі 90-ю легкою дивізією і бронетанковою дивізією «Арієте», що наступали з півдня. Хоча — за допомогою мобільних піхотних і артилерійських колон 7-ї танкової дивізії — вони з легкістю відтіснили зондаж Осі, вони не змогли просунутись на північ для захисту новозеландського флангу.

Побачивши, що «Брешіа» і «Павія» знаходяться під тиском, Роммель кинув німецькі війська на Рувейсат. До 15:00 3-й розвідувальний полк і частина 21-ї танкової дивізії з півночі та 33-й розвідувальний полк і група Бааде, що складалася з частин 15-ї танкової дивізії з півдня, були на місці під командуванням генерал-лейтенанта Вальтера Нерінга. О 17:00 Нерінг перейшов у контратаку. 4-й новозеландській бригаді все ще не вистачало допоміжного озброєння, а також, до цього часу, боєприпасів. Протитанкова оборона знову була розгромлена і близько 380 новозеландців потрапили в полон, в тому числі капітан Чарльз Апхем, який отримав другий Хрест Вікторії за свої дії, включаючи знищення німецького танка і декількох гармат і транспортних засобів гранатами, незважаючи на те, що був поранений кулеметною кулею в лікоть. Близько 18:00 штаб бригади був захоплений. Близько 18:15 2-га танкова бригада підбила німецьку бронетехніку і зупинила просування Осі на схід. З настанням сутінків Нерінг припинив операцію.

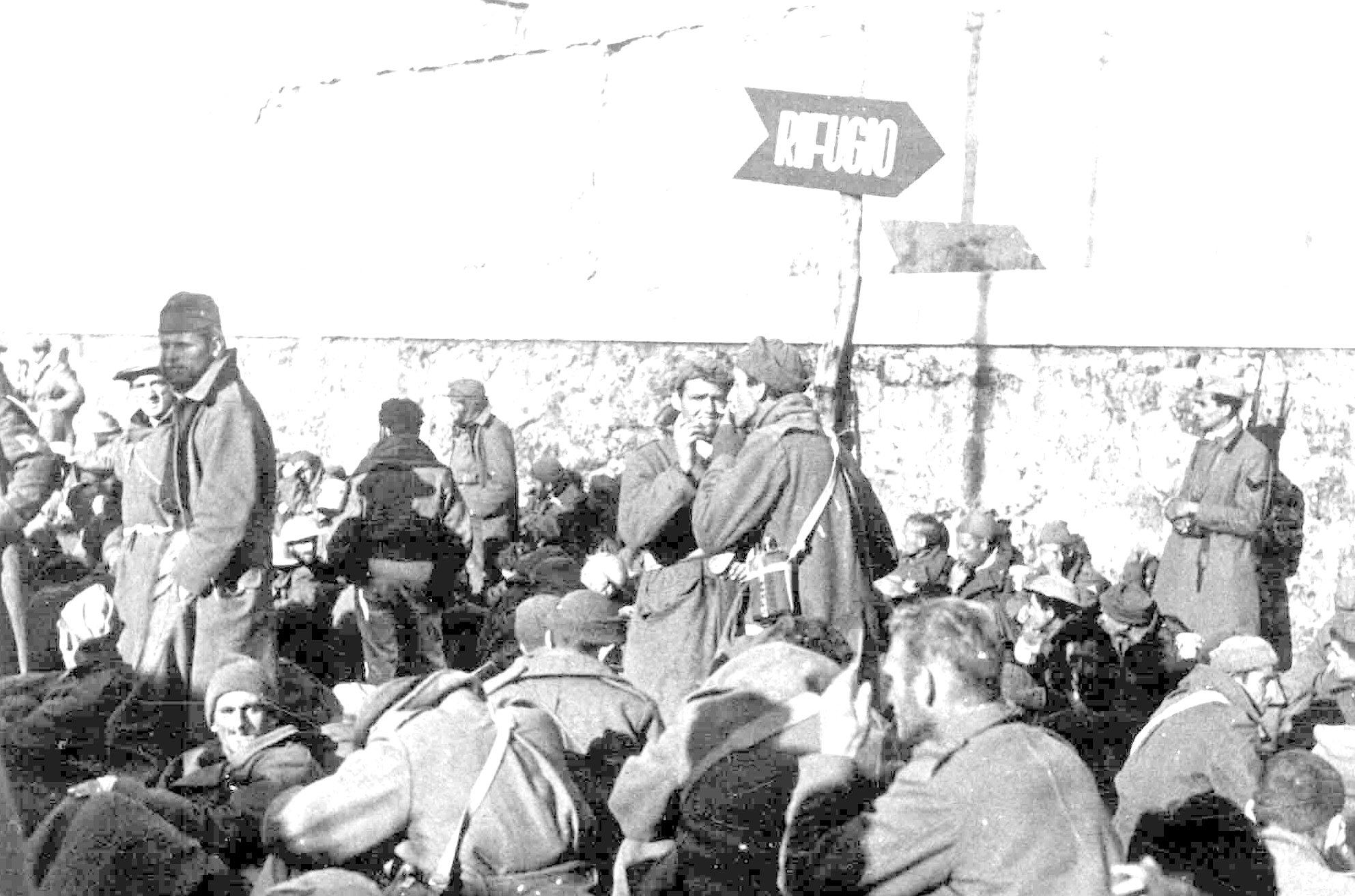
Британські, австралійські та новозеландські військовополонені в очікуванні транспортування на материкову частину Італії.

Рано вранці 16 липня Нерінг відновив наступ. 5-а індійська піхотна бригада відтіснила їх, але з перехоплених радіопереговорів було зрозуміло, що буде зроблена наступна спроба. Була проведена інтенсивна підготовка до вкопування протитанкових гармат, організовано плани артилерійського вогню, а полк з 22-ї бронетанкової бригади був відправлений на підкріплення 2-ї бронетанкової бригади. Коли пізно ввечері атака відновилася, її було відбито. Після бою індійці нарахували 24 підбитих танки, а також бронемашини і численні протитанкові гармати, що залишилися на полі бою.
За три дні боїв союзники взяли в полон понад 2 000 полонених, переважно з італійських дивізій «Брешія» та «Павія»; новозеландська дивізія зазнала втрат у 1 405 осіб. Бої під Тель-ель-Ейсою та Рувейсатом призвели до знищення трьох італійських дивізій, змусили Роммеля перекинути свою бронетехніку з півдня та прокласти мінні поля перед італійськими дивізіями, що залишилися, і посилити їх загонами німецьких військ.

### Хребет Мітейра
Щоб послабити тиск на хребет Рувейсат, Окінлек наказав австралійській 9-й дивізії здійснити ще одну атаку з півночі. Рано вранці 17 липня австралійська 24-а бригада за підтримки 44-го Королівського танкового полку (RTR) і винищувальної авіації атакувала з повітря хребет Мітейрія. Початкова нічна атака пройшла успішно, було захоплено 736 полонених, переважно з італійських моторизованих дивізій «Тренто» і «Трієста». Однак критична для військ Осі ситуація знову була виправлена енергійними контратаками поспіхом зібраних німецьких та італійських військ, які змусили австралійців відступити назад на вихідну лінію, втративши 300 осіб. Хоча австралійська офіційна історія 2/32-го батальйону 24-ї бригади описує контратаку як «німецьку», австралійський історик Марк Джонстон повідомляє, що німецькі записи вказують на те, що саме дивізія «Тренто» накрила австралійський батальйон.

### Друга битва на хребті Рувейсат (Ель-Мрейр)

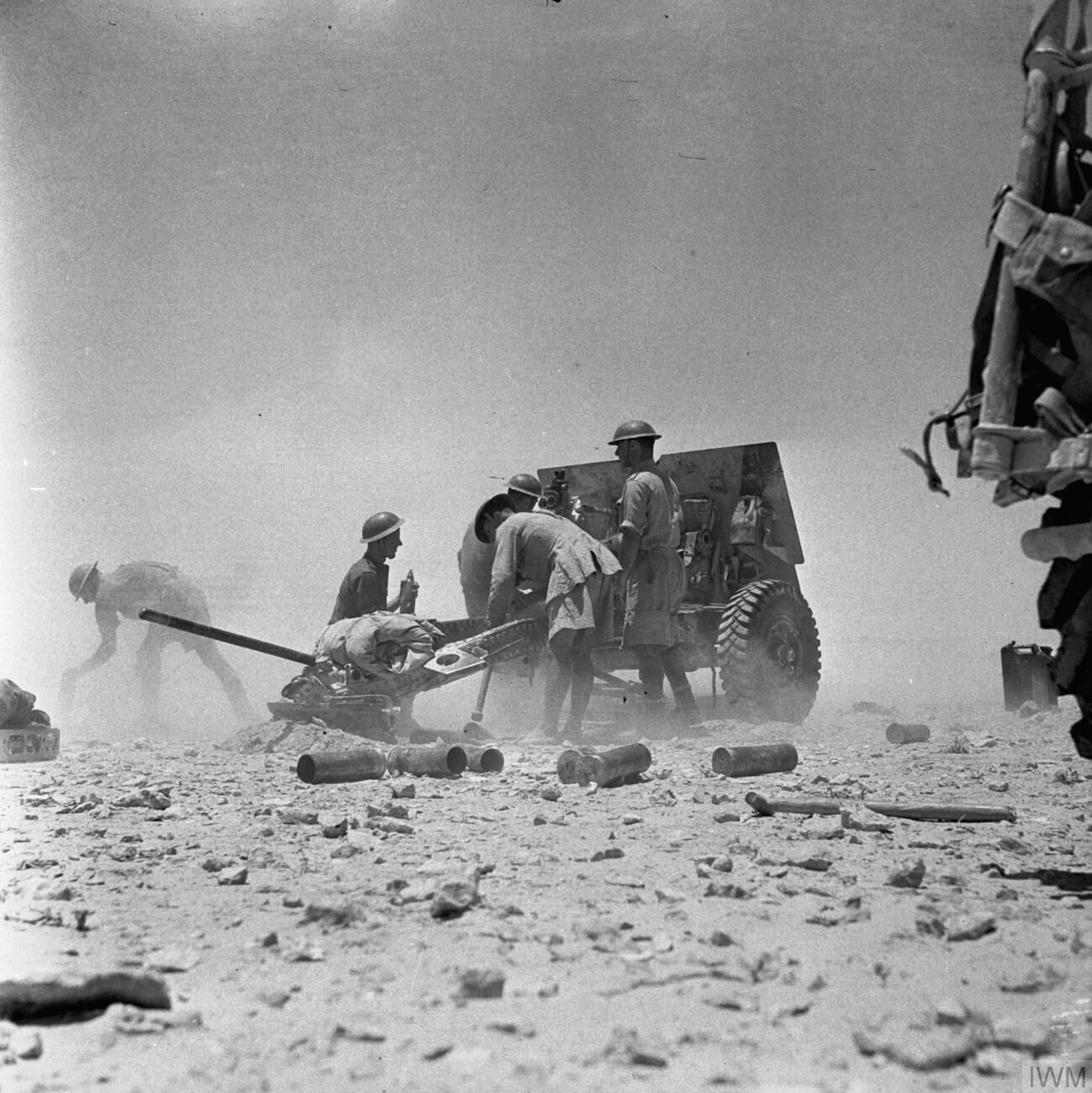
Польова гармата 25-pdr 11-го польового полку Королівської артилерії в бою, липень 1942 року.

8-а армія тепер мала значну матеріальну перевагу над військами Осі: 1-а танкова дивізія мала 173 танки і ще більше в резерві або в дорозі, в тому числі 61 танк M3 Lee, тоді як Роммель мав лише 38 німецьких танків і 51 італійський, хоча його бронетанкові частини мали близько 100 танків, що чекали на ремонт.
План Окінлека полягав у тому, що 161-а бригада індійської піхоти атакувала вздовж хребта Рувейсат з метою захоплення Дейр-ель-Шейна, в той час як новозеландська 6-а бригада атакувала з півдня від хребта в улоговину Ель-Мрейр. На світанку дві британські бронетанкові бригади — 2-га бронетанкова бригада і свіжа 23-тя бронетанкова бригада — мали прорватися крізь пролом, утворений піхотою. План був складним та амбітним.
Нічна атака піхоти розпочалась о 16:30 21 липня. Новозеландці атакували свої цілі в улоговині Ель-Мрейр, але, знову ж таки, багато транспортних засобів не змогли прибути, і їм не вистачало зброї для підтримки на відкритій позиції. На світанку 22 липня британські бронетанкові бригади знову не змогли просунутися вперед. На світанку 22 липня 5-й і 8-й танкові полки Нерінга відповіли швидкою контратакою, яка швидко розгромила новозеландську піхоту на відкритій місцевості, завдавши новозеландцям понад 900 втрат. 2-га бронетанкова бригада вислала два полки на допомогу, але їх зупинили міни та протитанковий вогонь.
Атака індійської 161-ї бригади мала змішаний успіх. Зліва початкова спроба очистити західний кінець Рувейсату провалилася, але о 08:00 повторна атака резервного батальйону увінчалася успіхом. Праворуч атакуючий батальйон увірвався на позиції в Дейр-ель-Шейні, але був відкинутий назад у рукопашному бою.
Посилюючи катастрофу в Ель-Мрейрі, о 08:00 командир 23-ї бронетанкової бригади віддав наказ своїй бригаді наступати, маючи намір виконати його наказ. Генерал-майор Гейтхаус, який командував 1-ю бронетанковою дивізією, не був впевнений, що шлях був належним чином розмінований на мінних полях, і запропонував відмінити наступ. Однак командир XIII корпусу генерал-лейтенант Вільям Готт не погодився з цим і віддав наказ наступати, але по центральній лінії на 1 милю (1,6 км) південніше від початкового плану, яку він помилково вважав вільною від мін. Ці накази не були виконані, і атака продовжилася, як і планувалося спочатку. Бригада опинилася на мінних полях і під шквальним вогнем. Об 11:00 вони були контратаковані 21-ю танковою бригадою і змушені були відступити. 23-тя танкова бригада була розгромлена, втративши 40 танків знищеними і 47 серйозно пошкодженими.
О 17:00 Готт наказав 5-й індійській піхотній дивізії здійснити нічну атаку з метою захоплення західної половини хребта Рувейсат і Дейр-ель-Шейна. 3/14-й Пенджабський полк 9-ї індійської піхотної бригади атакував о 02:00 23 липня, але зазнав невдачі, оскільки втратив орієнтир. Наступна спроба при денному світлі увінчалася успіхом, але інтенсивний вогонь з трьох сторін призвів до втрати контролю над позицією: командир загинув, а четверо його старших офіцерів були поранені або зникли безвісти.

### Нова атака на Тель-ель-Ейсу

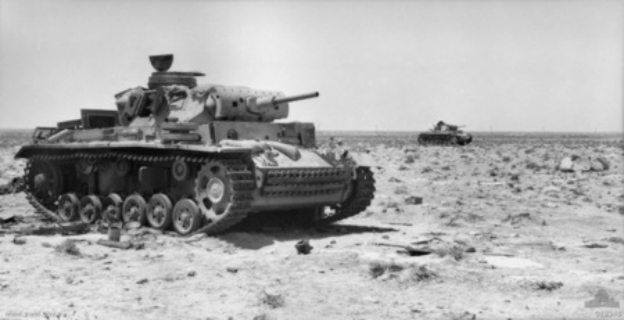
Знищені Panzer III під Тель-ель-Ейсою

На півночі австралійська 9-та дивізія продовжувала свої атаки. О 06:00 22 липня австралійська 26-а бригада атакувала Тель-ель-Ейсу, а австралійська 24-а бригада атакувала Тель-ель-Мах-Хад у напрямку Мітейри. Саме під час цих боїв Артур Стенлі Герні здійснив дії, за які був посмертно нагороджений Хрестом Вікторії. Бої за Тель-ель-Ейсу коштували дорого, але до вечора австралійці взли цю ділянку під контроль. Того ж вечора австралійська 24-а бригада атакувала Тель-ель-Маххад за підтримки танків 50-го королівського танкового полку. Танковий підрозділ не був навчений діяти в тісній піхотній підтримці і не зміг скоординувати свої дії з австралійською піхотою. В результаті піхота і бронетехніка просувалися незалежно один від одного і, досягнувши мети, танковий полк втратив 23 танки через відсутність піхотної підтримки.
8-ма армія знову не змогла знищити війська Роммеля, незважаючи на свою перевагу в людях і техніці. З іншого боку, для Роммеля ситуація продовжувала залишатися серйозною, оскільки, незважаючи на успішні оборонні операції, його піхота зазнала великих втрат, і він доповідав, що «ситуація є екстримально критичною».

#### Операція «Мужність»
26/27 липня Окінлек розпочав операцію «Мужність» у північному секторі в останній спробі розбити сили Осі. XXX корпус був посилений 1-ю танковою дивізією (без 22-ї танкової бригади), 4-ю легкою танковою бригадою і 69-ю піхотною бригадою. План полягав у тому, щоб прорвати лінію противника на південь від хребта Мітейра і розвинути наступ на північний захід. До півночі з 26 на 27 липня південноафриканці повинні були знайти і позначити пролом у мінних полях на південний схід від Мітейри. До 01:00 27 липня 24-а австралійська піхотна бригада мала захопити східний кінець хребта Мітейрія і просуватися в північно-західному напрямку. 69-та піхотна бригада мала пройти через прогалину в мінному полі, створену південноафриканцями, до Дейр-ель-Діба, розчистити і позначити прогалини в наступних мінних полях. Потім 2-га бронетанкова бригада пройде до Ель-Вішки, а за нею — 4-а легка бронетанкова бригада, яка атакує лінії комунікацій Осі.

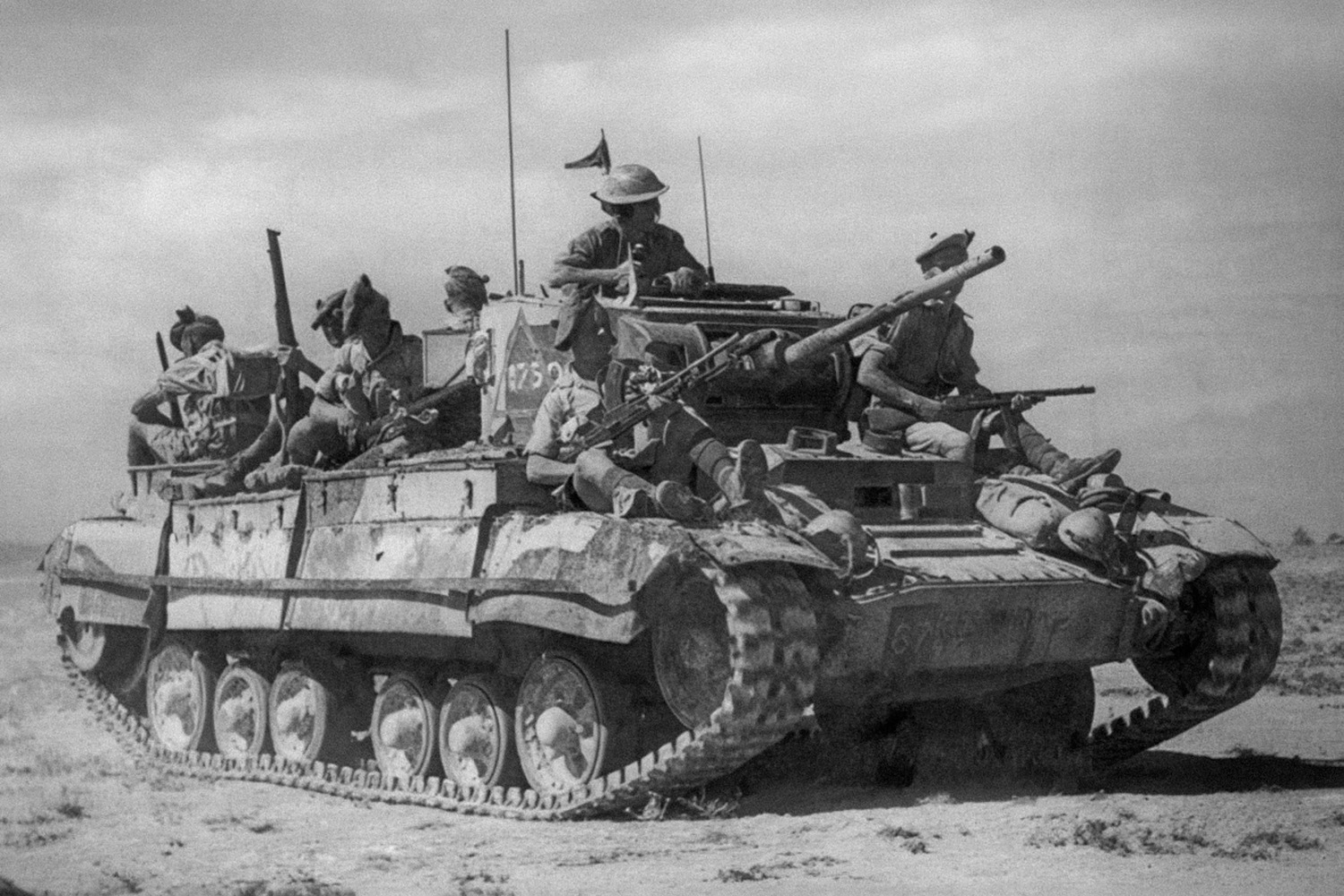
«Валентайн» у Північній Африці, що перевозить британську піхоту

Це була третя спроба прориву в північному секторі, і командування Осі очікувало цю атаку. Як і попередні атаки, вона була поспішною і тому погано спланованою. Австралійській 24-й бригаді вдалося взяти свої цілі на хребті Мітейра до 02:00 27 липня. На півдні британська 69-та бригада вирушила о 01:30 і змогла зайняти свої позиції близько 08:00. Однак, протитанкові підрозділи, що їх підтримували, загубилися в темряві або затрималися на мінних полях, залишивши нападників ізольованими і вразливими, коли настав день. Настав період, коли повідомлення з фронту про прогалини в мінних полях були плутаними і суперечливими. Як наслідок, просування 2-ї танкової бригади було затримано. Роммель розпочав негайну контратаку, і німецькі бронетанкові групи захопили два передових батальйони 69-ї бригади. Тим часом 50-й РТР, що підтримував австралійців, мав труднощі з виявленням прогалин у мінному полі, зроблених австралійським 2/24-м батальйоном. Вони не змогли знайти прохід і в процесі потрапили під шквальний вогонь і втратили 13 танків. Австралійський 2/28-й батальйон, що знаходився на хребті без підтримки, був розгромлений. 69-та бригада зазнала 600 втрат, а австралійці — 400 без жодної користі для себе.
8-ма армія була виснажена, і 31 липня Окінлек наказав припинити наступальні операції і зміцнити оборону для підготовки до великого контрнаступу.

Пізніше Роммель звинувачував у невдачі прориву до Нілу те, що джерела постачання його армії вичерпалися, і те, як:
тоді впала сила опору багатьох італійських з'єднань. Обов'язок товариша, особливо для мене як їхнього головнокомандувача, змушує мене однозначно заявити, що поразки, яких зазнали італійські з'єднання під Аламейном на початку липня, не були провиною італійського солдата. Італієць був вольовим, безкорисливим і хорошим товаришем, і, враховуючи умови, в яких він служив, завжди давав результат вище середнього. Немає сумнівів, що досягнення кожного італійського підрозділу, особливо моторизованих сил, набагато перевершили все, що італійська армія зробила за останні сто років. Багато італійських генералів і офіцерів викликали наше захоплення і як люди, і як солдати. Причина італійської поразки корінилася в усій італійській військовій державі та системі, в їхньому поганому озброєнні та загальній відсутності інтересу до війни серед багатьох італійців, як офіцерів, так і державних діячів. Ця італійська поразка часто заважала реалізації моїх планів.— Ервін Роммель
Роммель гірко скаржився на те, що важливі італійські конвої не змогли доставити йому вкрай необхідні танки і припаси, завжди звинувачуючи в цьому італійське верховне командування, ніколи не підозрюючи британців у зламі німецького коду.

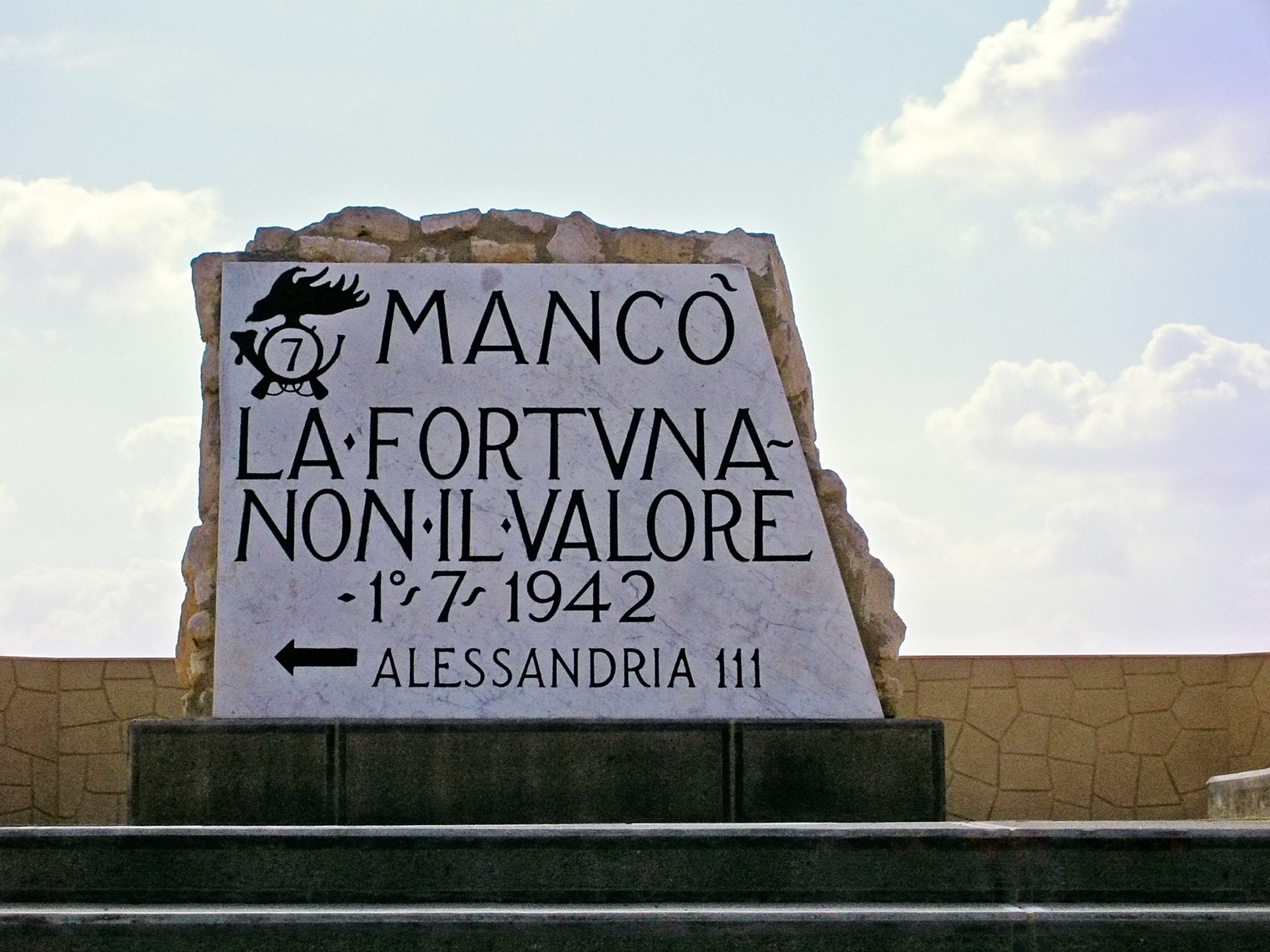
Пам'ятний камінь, встановлений 7-м полком Берсальєрі на дорозі з Александрії до Ель-Аламейна. Напис свідчить: Mancò la fortuna, non-il valore (Брак фортуни, а не доблесті).

За словами д-ра Джеймса Садковича та інших дослідників, Роммель часто демонстрував чітку тенденцію звинувачувати своїх італійських союзників і робити з них цапів-відбувайлів, щоб приховати свої власні помилки і недоліки як польового командира. Наприклад, хоча Роммель був дуже хорошим тактичним командиром, італійське і німецьке командування були стурбовані тим, що йому бракувало оперативної обізнаності і відчуття стратегічних цілей. Д-р Садкович зазначає, що він часто випереджав своє матеріально-технічне забезпечення і марнував цінну (переважно італійську) військову техніку і ресурси в битві за битвою, не маючи чітких стратегічних цілей і не усвідомлюючи обмеженість матеріально-технічного забезпечення, яке його італійські союзники відчайдушно намагалися йому надати.

## Наслідки

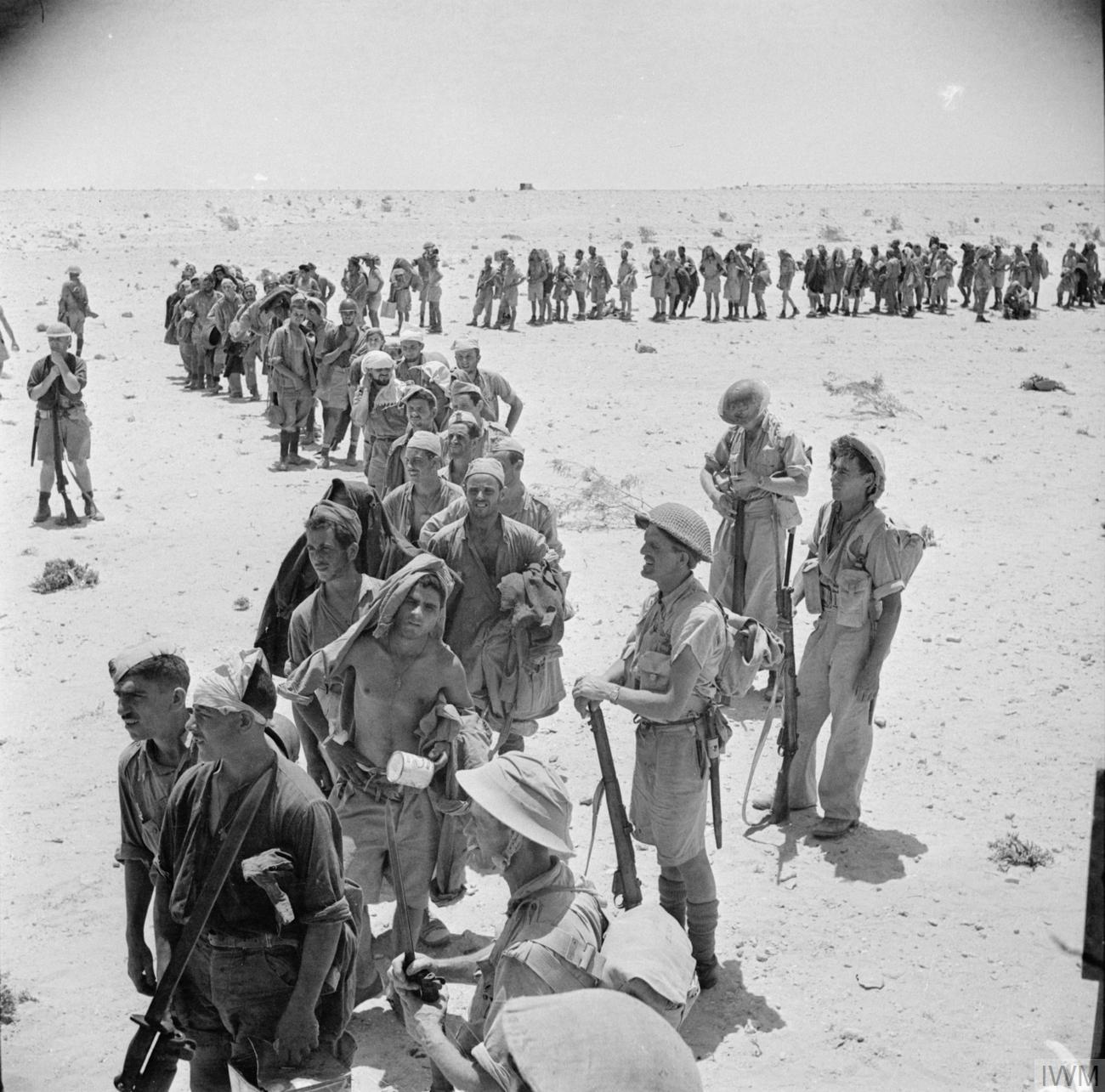
Німецькі та італійські полонені, захоплені під час наступу на хребет Рувайзат, липень 1942 року

Битва зайшла в глухий кут, але вона зупинила наступ Осі на Александрію (а потім на Каїр і, зрештою, на Суецький канал). У липні 8-ма армія зазнала понад 13 000 втрат, в тому числі 4 000 у 2-й Новозеландській дивізії, 3 000 у 5-й Індійській піхотній дивізії і 2 552 бойових втрат у 9-й Австралійській дивізії, але взяла 7 000 полонених і завдала значної шкоди живій силі і техніці Осі. У своєму рапорті від 27 липня Окінлек писав, що Восьма армія буде готова до нового наступу не раніше середини вересня. Він вважав, що оскільки Роммель розумів, що з плином часу становище союзників буде лише покращуватися, він був змушений атакувати якомога швидше до кінця серпня, коли він матиме перевагу в бронетехніці. Тому Окінлек розробив плани оборонної битви.
На початку серпня Вінстон Черчилль і генерал Сер Алан Брук — начальник Імперського генерального штабу (CIGS) — відвідали Каїр по дорозі на зустріч з Йосипом Сталіним у Москві. Вони вирішили замінити Окінлека, призначивши командира XIII корпусу Вільяма Готта командувачем Восьмої армії, а генерала Сера Гарольда Александера — головнокомандувачем на Близькому Сході. Персія та Ірак мали бути виділені з Близькосхідного командування в окреме Командування Персії та Іраку, а Окінлеку було запропоновано посаду головнокомандувача (від якої він відмовився). Готт загинув по дорозі до командування, коли його літак був збитий. На його місце був призначений генерал-лейтенант Бернард Монтгомері, який приступив до виконання обов'язків 13 серпня.

## Нотатки
1. ↑  GHQ Cairo estimated that the Axis could have as many as 519 serviceable tanks on 30 June although 339 was a more probable figure. In fact the actual number on 26 June was 104 compared with 155 tanks in Eighth Army[9]
2. ↑  During the period 1 to 27 June the Desert Air Force flew nearly 15,400 sorties.[34] Auchinleck later wrote in his official despatches "...Our air forces could not have done more than they did to help and sustain the Eighth Army in its struggle. Their effort was continuous by day and night, and the effect on the enemy was tremendous. I am certain that, had it not been for their devoted and exceptional efforts, we should not have been able to stop the enemy on the El Alamein position."[35]
3. ↑  The two British armoured brigades started on 3 July with a total strength of 119 tanks[33]
4. ↑  Barton Maughan—Australia's official historian—has written that "two forward platoons of the 2/32nd's left company were overrun, 22 men were taken prisoner"[85] but fails to shed more light on this attack.
5. ↑  Playfair states that the "...timing soon fell behind, but by 3 am the Australians had taken their objective"[100]
6. ↑  Brooke and Auchinleck had both thought Montgomery a better candidate than Gott but Churchill had favoured his appointment.[115]